# Municipio de Knox (Illinois)
El municipio de Knox (en inglés: Knox Township) es un municipio ubicado en el condado de Knox en el estado estadounidense de Illinois. En el año 2010 tenía una población de 5027 habitantes y una densidad poblacional de 54,66 personas por km².

## Geografía
Según la Oficina del Censo de los Estados Unidos, el municipio tiene una superficie total de 91.97 km², de la cual 91,67 km² corresponden a tierra firme y (0,32 %) 0,3 km² es agua.

## Demografía
Según el censo de 2010, había 5027 personas residiendo en el municipio de Knox. La densidad de población era de 54,66 hab./km². De los 5027 habitantes, el municipio de Knox estaba compuesto por el 97,23 % blancos, el 0,54 % eran afroamericanos, el 0,18 % eran amerindios, el 0,3 % eran asiáticos, el 0,28 % eran de otras razas y el 1,47 % eran de una mezcla de razas. Del total de la población el 1,35 % eran hispanos o latinos de cualquier raza.